# Joseph Stanislaus Albach

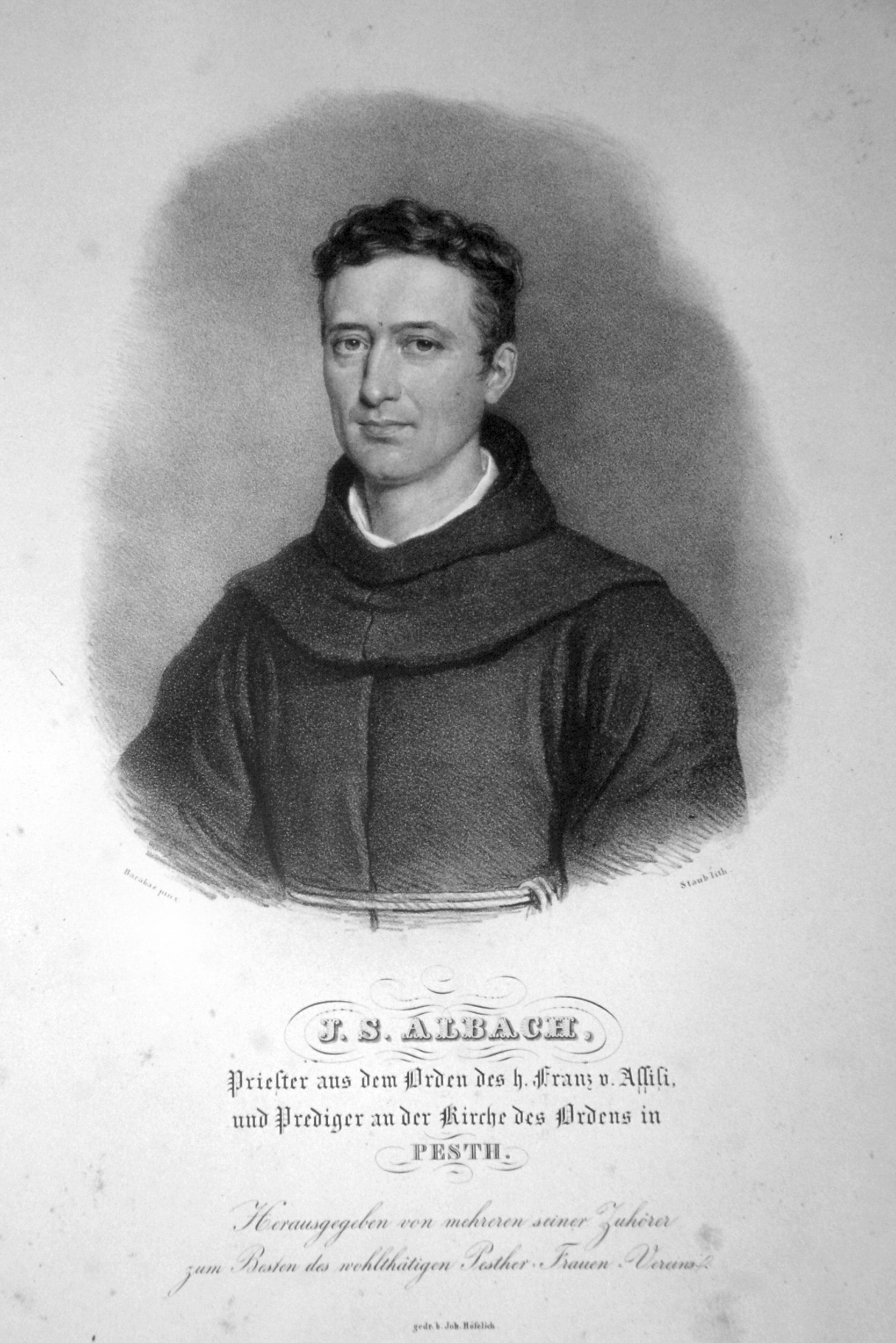
Josef Stanislaus Albach Lithographie von Andreas Staub, ca. 1830, nach Barabas.

Joseph Stanislaus Albach (* 2. Februar 1795 in Preßburg; † 12. November 1853 in Eisenstadt) war ein Franziskaner und Prediger.

## Leben
Joseph Stanislaus Albach wurde in Preßburg am 2. Februar 1795 geboren. Nach seinem Studium nahm ihn der Franziskanerorden auf; nach seiner Priesterweihe predigte er an der Franziskanerkirche in Pest Sonntags in deutscher Sprache. Er wurde als „ausgezeichneter Kanzelredner“ bezeichnet und wurde bald als „österreichischer Lacordaire“ bezeichnet. Durch die von ihm in seinen Predigten angewandte Rhetorik „[riss er] die Zuhörer hin […] und [ergriff sie] auf das tiefste“. Nicht nur als Prediger, auch als Erbauungsautor machte er sich einen Namen. Aus dem Wirken als Prediger musste er sich allerdings aufgrund einer chronischen Krankheit zurückziehen. Anschließend zog er nach Eisenstadt um sich seinen Nebenbeschäftigungen – der Botanik und der Wissenschaft – zu widmen.

## Werke
- Heilige Anklänge, Gebete für katholische Christen (Pest 1828)
- Erinnerungen an Gott, Tugend und Ewigkeit. In Predigten (Pest 1831)
- Geographie von Ungarn (Pest 1834)
- Mathematisch-physische und politische Geographie (Pest 1834)